# Universidad Científica del Perú
La Universidad Científica del Perú (siglas: UCP) es una universidad privada no licenciada ubicada en Iquitos, Perú. Es una de las cuatro universidades de la ciudad, así como una de las primeras , detrás de la Universidad Nacional de la Amazonia Peruana. Fue fundada el 29 de mayo de 1990, bajo la ley Ley Nº 25213, dictada por el Congreso de la República del Perú.

## Historia

### 1990-2003: Fundación y crecimiento
Durante las etapas de las elecciones generales del Perú en 1990 y el término del gobierno de Alan García Pérez, el Congreso de la República, dicta la Ley Nº 25213, creando la Universidad Particular de Iquitos (nombre anterior de la universidad), el 29 de mayo de 1990. Se crea auspiciada por la promotora Asociación Cultural Oriente Peruano (ACOP), designando una Comisión Organizadora. Inicia su vida académica en 1992. En los primeros años, la universidad no tenía un sistema administrativo fijo. Esto hizo que la casa superior de estudios peligrara en su gestión.
Para eliminar la crisis, el 13 de agosto de 2001 la Asamblea Nacional de Rectores mediante Resolución Nº 1406-2001-ANR designó a la Comisión Reorganizadora, la que asume la responsabilidad de superar drásticamente éstas debilidades académicas, administrativas, normativas y de gobierno. La ANR determinó la separación definitiva de la ACOP del gobierno de la universidad. Esta asociación presentó demandas al Poder Judicial y Tribunal Constitucional para dejar sin efecto esta decisión, pero fueron desestimadas el 2002 y 2003. Sin embargo la ACOP siguió ofreciendo servicios bajo este nombre.
Gracias a las contribuciones de la Comisión, el alumnado fue creciendo gradualmente hasta 50. Durante el rectorado de Íbico Rojas Rojas, iniciado en 2003, el alumnado creció hasta lograr 300 estudiantes, resultado del orden administrativo y disciplinario de la universidad. Se contrataron a 40 profesores ordinarios, en su respectiva categoría y a 110 docentes. El impecable avance de la universidad hizo que la Asamblea Nacional de Rectores permitiera que los integrantes de la casa superior de estudios tengan la posibilidad de elegir a sus Órganos de Gobierno.

### 2004-2009: Gestión y problemas posteriores
El rectorado de Rojas Rojas, en sus primeras etapas fue considerado adecuado. Sin embargo, esto fue decayendo cuando los estudiantes se quejaban de una dura gestión que se convirtió casi en una "dictadura". Entonces, la universidad estuvo en tiempos difíciles.
En la gestión de Rojas Rojas, se implantó las aulas TICs.
Durante el 2009, la universidad pasó por un problema administrativo. El 4 de mayo de 2010, se realizó una actividad legal del Recurso de Casación sobre el problema de la reelección de Íbico Nicolás Rojas Rojas, realizada el 20 de noviembre de 2007. El Dr. Juan Saldaña Rojas ganó el fallo. Rojas Rojas fue separado del cargo como rector de la universidad, debido a su manipulación en las reelecciones (y violando la Ley Universitaria N° 23733), provocando que siguiera como rector de la universidad hasta fines de 2009. Es en este año que la Universidad Particular de Iquitos cambió su nombre a Universidad Científica del Perú (UCP) mediante solicitud al entonces operativo Consejo Nacional para la Autorización de Funcionamiento de Universidades (CONAFU)

### 2010-presente: Mejoría
Después del controvertido caso, el sistema administrativo de la universidad se regularizó, y junto a esto vino un gran cambio en el profesorado, la estructura de las aulas y el mejoramiento estudiantil. La posición cultural se reforzó.
El 3 de septiembre de 2010, Augusto Álvarez Rodrich presentó su libro Claro y directo en el auditorio de la universidad. El 17 de septiembre de 2010, Miguel Ángel Cornejo visitó la universidad para una conferencia sobre su "Tour Excelencia 2010", realizada por primera vez en Iquitos.
Recientemente, la universidad inaugurará un centro de idiomas, en las instalaciones del Centro Cultural de la universidad. Estará dirigido por el inglés Joe Plumb Nathaniel, guardando convenio con la Universidad de Newcastle upon Tyne y la fundación Bobby Robson.

## Carreras profesionales
| Estudios  | Estudios |
| Categoría | Carrera profesional |
| --------- | --- |
| A         | - Estomatología |
| B         | - Tecnología Médica - Derecho - Obstetricia - Arquitectura y Urbanismo - Ingeniería de Informática y de Sistemas - Ingeniería Ambiental - Ingeniería Civil |
| C         | - Psicología - Administración de Empresas - Contabilidad y Finanzas - Turismo y Hotelería                                                                  |
| D         | - Ciencias de la Comunicación - Ecología |
| E         | - Ciencias de la Educación |

## Campus universitario
- Laboratorio de Odontología
- Laboratorio Biomédico
- Laboratorio de Suelos
- Laboratorio de TI
- Taller de Gastronomía
- Laboratorio de Audio y Vídeo
- Aulas TICs.

## Centro de idiomas
El centro de idiomas está ubicada en el Centro Cultural de la Universidad Científica del Perú, en el corazón de Iquitos, en la primera cuadra del jirón Próspero. Se inauguró el 21 de septiembre de 2010. En el centro se enseña inglés, y portugués.